# Bahnstrecke Villach–Rosenbach
| | |                                                 |                                             |
| Streckennummer (ÖBB): | 413 01 Villach Hbf–Villach Süd Gvbf-Auen 222 02 Villach Süd Gvbf-Auen – Staatsgrenze nächst Rosenbach–(Jesenice) |                                                 |                                             |
| Kursbuchstrecke (ÖBB): | 221 |                                                 |                                             |
| Streckenlänge: | 22,6 km |                                                 |                                             |
| Spurweite: | 1435 mm (Normalspur)                                                                                             |                                                 |                                             |
| Streckenklasse: | D4 |                                                 |                                             |
| Stromsystem: | 15 kV, 16,7 Hz ~                                                                                                 |                                                 |                                             |
| Maximale Neigung: | 22,7 ‰ |                                                 |                                             |
| Minimaler Radius: | 215 m |                                                 |                                             |
| Streckengeschwindigkeit: | 90 km/h |                                                 |                                             |
| | |                                                 |                                             |
| \| \| \| von Klagenfurt (Drautalbahn) \| \| \| \| \| von St. Veit an der Glan (Rudolfsbahn) \| \| \| \| 164,264 \| Villach Hauptbahnhof \| 498 m. ü. A. \| \| \| \| nach San Candido/Innichen (Drautalbahn) \| \| \| \| 164,620 0,000 \| \| \| \| \| \| Tauernschleife von der Drautalbahn \| \| \| \| 0,252 \| Villach Hbf-Draubrücke \| Villach Hbf-Draubrücke \| \| \| \| Drau \| \| \| \| 1,071 379,139 \| Villach Westbahnhof \| Villach Westbahnhof \| \| \| 381,682 \| Villach Warmbad \| Villach Warmbad \| \| \| 382,733 \| Villach Süd Gvbf-Auen \| Villach Süd Gvbf-Auen \| \| \| \| nach Tarvisio (Rudolfsbahn) \| \| \| \| 383,139 3,948 \| \| \| \| \| \| Gail \| \| \| \| \| von Tarvisio (Rudolfsbahn) \| \| \| \| 5,083 \| Villach Süd Gvbf-Ost \| Villach Süd Gvbf-Ost \| \| \| 5,364 \| Gödersdorf \| 511 m ü. A. \| \| \| 7,008 \| Finkenstein \| 530 m ü. A. \| \| \| 10,685 \| Faak am See \| 573 m ü. A. \| \| \| 11,702 \| Faakersee Strand (30. Mai 1999 aufgelassen) \| Faakersee Strand (30. Mai 1999 aufgelassen) \| \| \| 14,807 \| Ledenitzen (seit 4. Sep. 2017) \| Ledenitzen (seit 4. Sep. 2017) \| \| \| 16,012 \| Ledenitzen Ost (bis 3. Sep. 2017 PV Ledenitzen) \| 605 m ü. A. \| \| \| 19,525 \| Winkl im Rosental (15. Dez. 2019 aufgelassen) \| 616 m ü. A. \| \| \| \| Karawankenautobahn \| \| \| \| \| von Klagenfurt (Rosentalbahn) \| \| \| \| 22,622 \| Rosenbach \| 601 m ü. A. \| \| \| \| nach Jesenice (Rosentalbahn) \| \| | |                                                 |                                             |
| Strecke | | von Klagenfurt (Drautalbahn)                    | von Klagenfurt (Drautalbahn)                |
| Abzweig geradeaus und von rechts | | von St. Veit an der Glan (Rudolfsbahn)          | von St. Veit an der Glan (Rudolfsbahn)      |
| Bahnhof | 164,264 | Villach Hauptbahnhof                            | 498 m. ü. A.                                |
| Abzweig geradeaus und nach rechts | | nach San Candido/Innichen (Drautalbahn)         | nach San Candido/Innichen (Drautalbahn)     |
| Kilometer-Wechsel | 164,620 0,000 |                                                 |                                             |
| Abzweig geradeaus und von rechts | | Tauernschleife von der Drautalbahn              | Tauernschleife von der Drautalbahn          |
| Blockstelle | 0,252 | Villach Hbf-Draubrücke                          | Villach Hbf-Draubrücke                      |
| Brücke über Wasserlauf | | Drau                                            | Drau                                        |
| Bahnhof | 1,071 379,139 | Villach Westbahnhof                             | Villach Westbahnhof                         |
| Haltepunkt / Haltestelle | 381,682 | Villach Warmbad                                 | Villach Warmbad                             |
| Blockstelle | 382,733 | Villach Süd Gvbf-Auen                           | Villach Süd Gvbf-Auen                       |
| Abzweig geradeaus und nach rechts | | nach Tarvisio (Rudolfsbahn)                     | nach Tarvisio (Rudolfsbahn)                 |
| Kilometer-Wechsel | 383,139 3,948 |                                                 |                                             |
| Brücke über Wasserlauf | | Gail                                            | Gail                                        |
| Abzweig geradeaus und von rechts | | von Tarvisio (Rudolfsbahn)                      | von Tarvisio (Rudolfsbahn)                  |
| Blockstelle | 5,083 | Villach Süd Gvbf-Ost                            | Villach Süd Gvbf-Ost                        |
| Haltepunkt / Haltestelle | 5,364 | Gödersdorf                                      | 511 m ü. A.                                 |
| Haltepunkt / Haltestelle | 7,008 | Finkenstein                                     | 530 m ü. A.                                 |
| Bahnhof | 10,685 | Faak am See                                     | 573 m ü. A.                                 |
| ehemaliger Haltepunkt / Haltestelle | 11,702 | Faakersee Strand (30. Mai 1999 aufgelassen)     | Faakersee Strand (30. Mai 1999 aufgelassen) |
| Haltepunkt / Haltestelle | 14,807 | Ledenitzen (seit 4. Sep. 2017)                  | Ledenitzen (seit 4. Sep. 2017)              |
| Dienststation / Betriebs- oder Güterbahnhof | 16,012 | Ledenitzen Ost (bis 3. Sep. 2017 PV Ledenitzen) | 605 m ü. A.                                 |
| ehemaliger Haltepunkt / Haltestelle | 19,525 | Winkl im Rosental (15. Dez. 2019 aufgelassen)   | 616 m ü. A.                                 |
| Strecke mit Straßenbrücke | | Karawankenautobahn                              | Karawankenautobahn                          |
| Abzweig geradeaus und von links | | von Klagenfurt (Rosentalbahn)                   | von Klagenfurt (Rosentalbahn)               |
| Bahnhof | 22,622 | Rosenbach                                       | 601 m ü. A.                                 |
| Strecke | | nach Jesenice (Rosentalbahn)                    | nach Jesenice (Rosentalbahn)                |

Die Bahnstrecke Villach–Rosenbach (als Teil der bis Jesenice führenden Karawankenbahn) ist eine eingleisige, elektrifizierte Hauptbahn in Österreich, welche ursprünglich als Teil einer durchgehenden Eisenbahnverbindung zwischen Salzburg und Triest geplant, gebaut und am 30. September 1906 eröffnet wurde. Sie verläuft von Villach nach Rosenbach, wo durch die Rosentalbahn der Anschluss nach Slowenien besteht.

## Geschichte

### Planung, Errichtung und Inbetriebnahme

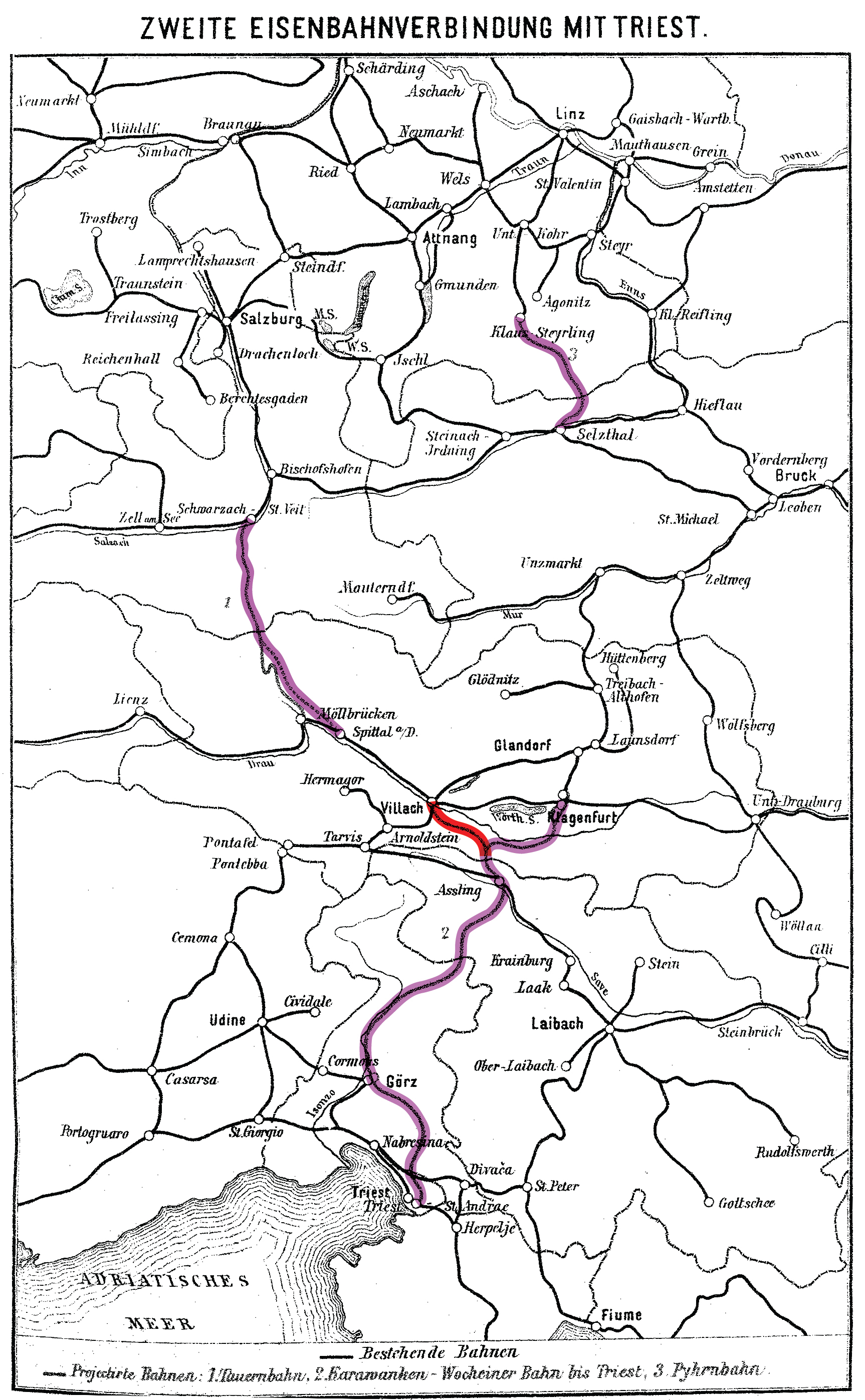
Die Bahnstrecke Villach–Rosenbach (ursprünglich: Bärengraben) als Teil der 1901 geplanten Herstellung mehrerer Eisenbahnen auf Staatskosten (Projekt: Zweite Eisenbahnverbindung mit Triest)

Rosenbach: Eröffnung der Karawankenbahn am 30. September 1906

1901 beschloss die Regierung den Bau einer zweiten Eisenbahnverbindung mit Triest, um das Monopol der Südbahn-Gesellschaft auf den Nord-Süd-Verkehr in Österreich-Ungarn zu brechen. Dabei sollte im Rahmen der geplanten Karawankenbahn die Flügelbahn Villach–Rosenbach (ursprünglicher Stationsname: Bärengraben) einerseits die bereits bestehende (umwegige) Strecke Villach–Klagenfurt entlasten, andererseits die kostspielige Ausgestaltung der Strecke Villach–Tarvis–Aßling hintanhalten. Das betreffende Gesetz zur Herstellung mehrerer Eisenbahnen auf Staatskosten trat am 8. Juni 1901 in Kraft und gab den bis Ende 1905 reichenden Bau- und Investitionsrahmen vor und ermöglichte den Bau der sogenannten Neuen Alpenbahnen. Im Jahr 1901 begannen die Arbeiten an der Strecke, die am 30. September 1906 eröffnet werden konnte.
Eine Besonderheit war das Aufstellen von deutschen Formsignalmasten als Fahrleitungsmasten. In den geraden Abschnitten wurden Gittermaste verwendet, in den Bögen im Gegensatz zur ursprünglichen Nutzung um 90° gedrehte Schmalmaste.

### Weitere Entwicklung
Die Bedeutung der Strecke ist nach den Jugoslawienkriegen stark gesunken und erst in den letzten Jahren wieder gewachsen. Allerdings hat sie noch nicht die frühere Bedeutung wiedererlangt.

### Erneuerung
Die Strecke ist heute Teil der Transeuropäischen Netze und wurde in den letzten Jahren von den ÖBB erneuert. Neben einer neuen Fahrleitungsanlage wurden auch die Bahnhöfe entlang der Strecke saniert: Im Jahr 2007 wurde der Bahnhof Faak am See auf zwei Gleise rückgebaut, es wurden zwei Seitenbahnsteige errichtet und das bis dahin vorhandene mechanische Stellwerk abgebrochen. 2009 folgten Sanierung und Rückbau (viele nicht mehr verwendete Nebengleise abgetragen) des Bahnhofs Rosenbach. Nunmehr existiert ein Inselbahnsteig mit unterirdischem Zugang für den Personenverkehr. Aufgrund zu geringer Frequenz hat man auf einen Lift verzichtet. Seit dem Umbau des Bahnhofs Rosenbach wird der Verkehr auf der gesamten Strecke von der Betriebsführungszentrale Villach gesteuert. In Ledenitzen wurde 2017 eine neue Haltestelle errichtet, der alte Bahnhof dient seither nur mehr Zugkreuzungen und dem Abstellen von Güterwagen. Während der Sperre des Karawankentunnels im Herbst 2020 und Frühjahr 2021 wurde die Haltestelle Finkenstein saniert sowie die Nutzlänge der Gleisanlagen im Bahnhof Ledenitzen vergrößert.

## Streckenbeschreibung

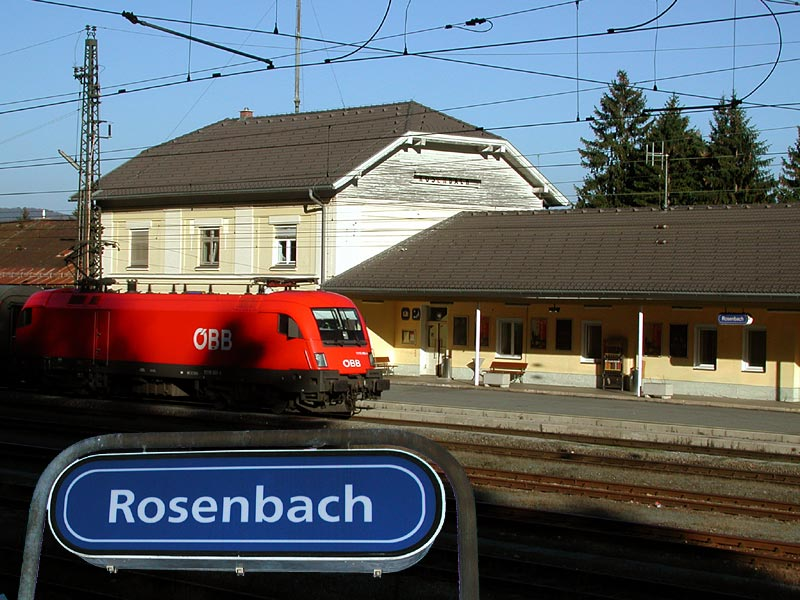
Grenzbahnhof Rosenbach im Oktober 2006

Die Strecke ist eingleisig ausgeführt.
Sie führt von Villach unter anderem durch das Finkensteiner Moor und entlang des Faaker Sees und mündet im Bahnhof Rosenbach in die Rosentalbahn (östliche Karawankenbahn).

## Verkehr
Auf der Strecke zwischen Villach und Rosenbach verkehrt die Linie S 5 der S-Bahn Kärnten. Ein nahezu durchgängiger Stundentakt mit Bus und Zug verbindet diese beiden Städte. Fernverkehrszüge halten seit dem EU-Beitritt Sloweniens nur mehr in Faak am See und nicht mehr im Grenzbahnhof Rosenbach. Mindestens ein Regionalzugpaar pro Tag wird bis Jesenice durchgebunden, in der Sommersaison 2020 vor allem montags bis freitags auch öfter.